# Javier Suárez
Francisco Javier Suárez Bernaldo de Quirós (Madrid, 1966) economista español especializado en crisis financieras.

## Datos biográficos
Estudió economía en la Universidad Complutense (licenciatura, 1991) y la Universidad Carlos III de Madrid (doctorado, 1994).
Ha sido investigador postdoctoral de la Universidad de Harvard (1994) , y profesor de la Escuela de Economía de Londres (1994-1996).
Actualmente, tiene plaza de profesor en el CEMFI (Centro de Estudios Monetarios y Financieros), y colabora con el CEPR (Centre for Economic Policy Research, Centro de Investigaciones político-económicas), con el ECGI(European Corporate Governance Institute, Instituto Europeo de Gestión Societaria) y con la Junta editorial de Review of Finance. 

## Publicaciones
- "The need for an emergency bank debt insurance mechanism", CEPR Policy Insight 19, March 2008. (A summary of this piece appeared as VOX column 1013, 2008.)
- "Bringing money markets back to life", VOX column 2411, 2008.
- "Firms' stakeholders and the costs of transparency" (con A. Almazán y S. Titman), Journal of Economics and Management Strategy, 2008.
- "Social contacts and occupational choice" (con S. Bentolila y C. Michelacci), Economica, forthcoming. *"Financial distress, bankruptcy law, and the business cycle" (con O. Sussman), Annals of Finance, 3 (1) (2007), pp. 5-35.
- "Incomplete wage posting" (con C. Michelacci), Journal of Political Economy, 114 (6) (2006), pp. 1098-1123.
- "Loan pricing under Basel capital requirements" (con R. Repullo), Journal of Financial Intermediation, 13 (4) (2004), 496-521.
- "Venture capital finance: A security design approach" (con R. Repullo), Review of Finance, 8 (2004), 75-108.
- "Business creation and the stock market" (con C. Michelacci), Review of Economic Studies, 71 (2) (2004), 459-481.
- "Entrenchment and severance pay in optimal governance structures" (con A. Almazán), Journal of Finance, 58 (2) (2003), 519-548.
- "Managerial compensation and the market reaction to bank loans" (con A. Almazán), Review of Financial Studies, 16 (1) (2003), 237-261.
- "Last bank standing: What do I gain if you fail?" (con E. Perotti), European Economic Review, 46 (09) (2002), 1599-1622.
- "Entrepreneurial moral hazard and bank monitoring: A model of the credit channel" (con R. Repullo), European Economic Review, 44 (10) (2000), 1931-1950.
- "Financial distress and the business cycle" (con O. Sussman), Oxford Review of Economic Policy, 15 (3) (1999), 39-51.
- "Risk-taking and the prudential regulation of banks", Investigaciones Económicas, 22 (1998), 307-336. *"Monitoring, liquidation, and security design" (con R. Repullo), Review of Financial Studies, 11 (1998), 163-187. Reprinted in S. Bhattacharya, A. Boot, and A. Thakor (eds.), Credit, Intermediation, and the Macroeconomy, Oxford University Press, Oxford (2004).
- "Endogenous cycles in a Stiglitz-Weiss economy" (con O. Sussman), Journal of Economic Theory, 76 (1997), 47-71. Reprinted in B. Biais and M. Pagano (eds.), New Research in Corporate Finance and Banking, Oxford University Press, Oxford (2002).[2]

## Premios y becas
- Beca del CEMFI (1989-1991)
- Premio CEMFI al mejor estudiante (1991)
- Beca predoctoral del Ministerio Español de Educación (1992)
- Beca de Investigación de la Fundación BBVA (1993).
- V Premio Fundación Banco Herrero (2006)